# Estatua-menhir de Villar del Ala

La estatua-menhir de Villar del Ala es un menhir grabado hallado en Villar del Ala, en la comarca de El Valle, en la provincia de Soria (España). Actualmente se encuentra en el Museo Numantino, en Soria, donde es una de sus piezas más destacadas.
La estatua-menhir es un bloque prismático de piedra arenisca dura tallada por sus cuatro costados que representa a una persona. Se puede distinguir la cabeza, en la que se distinguen los arcos superciliares, ojos y nariz. También se distinguen el cuello y los hombros, aunque de forma menos clara. En el tercio inferior se puede distinguir un objeto en forma de "T" apuntada y girada 90°, que posiblemente represente un arma o broche de cinturón. Debajo, una marca de forma trapezoidal se interpreta como un faldellín.
La estatua-menir se encontró sin contexto arqueológico en 1917, a pesar de lo que se ha clasificado como del Bronce final. En los últimos años, basándose en piezas similares aparecidas en la mitad norte de la península ibérica, entre el río Segre por el este y la montaña leonesa y el norte de Portugal por el oeste, se ha retrasado la datación al primer Bronce.